# Inbiomyia matamata
Inbiomyia matamata är en tvåvingeart som beskrevs av William Russel Buck 2006. Inbiomyia matamata ingår i släktet Inbiomyia och familjen Inbiomyiidae. Inga underarter finns listade i Catalogue of Life.